# Plethodon serratus
Kỳ giông lưng đỏ miền Nam (Danh pháp khoa học: Plethodon serratus) là một loài kỳ giông nhỏ trong họ kỳ giông không phổi Plethodontidae, chúng là loài bản địa của Bắc Mỹ.

## Phân bố
Chúng được tìm thấy ở bốn vùng hoang dã với các quần thể phân bố gồm 1 quần thể ở miền trung Louisiana; một quần thể ở núi Ouachita của bang Arkansas và Oklahoma; một quần thể ở trung tâm Missouri; và một là ở miền Nam Tennessee, cho tới phía Bắc của Bắc Carolina, phía Tây Georgia, và phía Đông Alabama. Nó thỉnh thoảng được gọi là Kỳ giông lưng đỏ Georgia hoặc Kỳ giông lưng đỏ Ouachita. Đôi khi nó được coi là phân loài của loài kỳ giông lưng đỏ (Plethodon cinereus).

## Đặc điểm
Kỳ giông lưng đỏ miền Nam có tổng thể cơ thể là màu xám hoặc màu đen với một màu nâu đỏ và cái sọc kéo dài trên lưng, chúng có thể phát triển chiều dài từ 8 đến 11 cm (3–4 in). Chúng là loài ăn đêm và thường kiếm ăn dưới các mảnh vỡ mặt đất ở những khu vực ẩm, rừng. Vào mùa khô, nó di chuyển gần nguồn nước. Chế độ ăn uống chính của nó là động vật chân đốt nhỏ và các loài nhuyễn thể nho.